# Dick Engelbracht
Dick Engelbracht (Zutphen, 7 oktober 1920 – Amsterdam, 5 november 1998) was een Nederlands imitator, maar hij was ook werkzaam als (stem)acteur, cabaretier en toneelspeler.
Hij speelde in films, kwam op de televisie en in de jaren 60 en 70 was hij te horen in radioprogramma's met sketches en komische scènes. Daarnaast speelde hij in toneelstukken van het Amsterdamse Volkstoneel, trad op als cabaretier en presenteerde variétéprogramma's.
Hij werd vooral bekend door zijn imitaties. Hij deed in de jaren 70 en 80 een imitatie van voetbaltrainer Rinus Michels en trad daarmee op. Hij werd uitgenodigd om het Nederlands voetbalelftal met de persiflage van Michels op te peppen voor de wedstrijd.
In Amsterdam ontmoette hij de broers Bas en Aad van Toor. Samen maakten ze een hoorspel voor de TROS radio. Er werd een televisieserie van gemaakt (Bassie & Adriaan: Het Geheim van de Schatkaart) waarbij Engelbracht de rol van inspecteur De Vries speelde plus een bijrol als marktkoopman.
Jarenlang vormde Engelbracht, samen met zijn, zoals hij hem altijd aankondigde 'volle neef' Erwin Fillee, pianist Jaap Daniëls, cabaretière Mary Scotty en zangeres Fien Westerveld, het cabaretgezelschap 'Oud Amsterdam'. Hiermee trad hij van 1992 tot 1998 op door het gehele land, veelal in bejaarden- en verzorgingshuizen. Voor die tijd vormde Engelbracht met onder andere Gé Frankhuizen het Jordaancabaret Jolijt.
Begin november 1998 overleed Dick Engelbracht op 78-jarige leeftijd.

## Filmografie
- Varen is fijner dan je denkt (televisieserie) (1957-1960) – zeeman
- Ons goed recht (televisieserie) (1979)
- De Lemmings (televisieserie) (1981) – conciërge mavoschool
- De tovenaar van Oz (animatieserie) (1986) – Krakkie Mikkig
- Bassie & Adriaan: Het Geheim van de Schatkaart (televisieserie) (1987) – inspecteur De Vries / Koos de Marktkoopman
- Pompy de Robodoll (televisieserie) (1987-1988) – Tokkel (stem)